# Тарусский, Николай
Никола́й Тару́сский (настоящие имя и фамилия Никола́й Алексе́евич Боголю́бов; 1903—1943) — русский советский поэт.

## Биография
Родился в Калужской губернии (ныне Калужская область) в семье земского санитарного врача. Детство провёл в Тарусе.
Участвовал в Гражданской войне. В 1924 г. примкнул к литературной группе «Перевал». В 1925 г. окончил медицинский факультет МГУ. В 1926—1927 гг. жил в Великом Устюге, участвовал в работе литературного общества «Северный перевал», под маркой которого выпустил первый сборник стихов. В последующие годы много путешествовал по стране. Частично из путевых впечатлений сложился второй сборник «Я плыву вверх по Вас-Югану». В 1935 г. у Тарусского обнаружился туберкулёз глаз в тяжёлой форме, поэт отошёл от литературных кругов, диктовал стихи жене.
Несмотря на болезнь, в августе 1942 г. был мобилизован; погиб на фронте.